# 瓦法社
瓦法社（阿拉伯语：‎）是巴勒斯坦民族权力机构的国有媒体以及通讯社。在1994年巴勒斯坦民族权力机构成立之前，瓦法社是巴勒斯坦解放組織的官方通讯社，成立於1972年4月。成立時總部位於贝鲁特。瓦法社立場上支持法塔赫。瓦法社的负责人由巴勒斯坦民族权力机构主席任命。
瓦法社主要報道巴勒斯坦领土、以色列和中东的新闻，而且它主要提供英语、阿拉伯语、法语和希伯来语新聞。